# Michael Keaton
Michael John Douglas (5. rujna 1951.), poznatiji kao Michael Keaton, američki je glumac, poznat po ulogama u filmovima kao što su Night Shift, Bubimir, i po tumačenju Batmana u više filmskih adaptacija istoimenog stripa. Glumio je i u prvom filmu iz ovog serijala  Batman i u nastavku Batman se vraća.

## Životopis
Michael,  najmlađe od sedmero djece, rođen je u Coraopolis Pennsylvania, i živio je u Robinson Townshipu u Pennsylvaniji. Njegov otac je radio kao građevinski inženjer i geometar a njegova majka, Leona, domaćica. Došao je iz Škotsko-irske zajednice u Pennsylvaniji. Keaton je odrastao u velikoj katoličkoj obitelji i prisustvovao je Montour školi u Pennsylvaniji. Studirao je govor dvije godine na Kent State, prije nego što je odustao i odselio se u Pittsburgh. Keaton je bio oženjen s glumicom Caroline McWilliams od 1982. do 1990. Imaju jednog sina, Sean Maxwell (rođen 27. svibnja 1983.)